# ゼニト・カザン
ゼニト・カザン（ロシア語: Зенит Казань）は、ロシア・カザンを本拠地とする男子バレーボールクラブ。

## 歴史
2000年5月13日、ディナモ・カザン（Dynamo Kazan）として創設された。2003年にスーパーリーグへ昇格し、翌2004年にカップ初優勝。2004年までディナモの呼称を使用し、2005年にディナモTTGカザン（Dynamo Tattransgaz Kazan）へ改称した。
2007年にはリーグ初優勝、カップ優勝との2冠を達成し、2007-2008欧州チャンピオンズリーグに出場。ファイナル4へ進出し、セミファイナルでポーランドのスクラ・ベウハトゥフ、ファイナルでイタリアのパッラヴォーロ・ピアチェンツァをそれぞれフルセットで破り、創設8年目でチャンピオンズリーグの初タイトルを獲得した。
2008年7月、ゼニト・カザンへ改称。17年ぶりに開催された2009年世界クラブ選手権にFIVBのワイルドカードで出場し3位。同年2度目となるリーグ優勝とカップ優勝の2冠を飾った。
2010年5月、プレーオフ・ファイナルの第4戦でロコモティフ・ベロゴリエを3勝1敗で降し、リーグ2連覇を飾った。
2015年、欧州チャンピオンズリーグでポーランドのアセッコ・レソヴィア・ジェシュフを降し、3回目の優勝を飾った。

## 主な成績
ロシアリーグ（8）
- 優勝：2007、2009、2010、2011、2012、2014、2015、2016

 ロシアカップ（6）
- 優勝：2004、2007、2009、2014、2015、2016

 欧州チャンピオンズリーグ（6）
- 優勝：2008、2012、2015、2016、2017、2018
- 3位：2013

 世界クラブ選手権（1）
- 優勝：2017
- 準優勝：2015、2016
- 3位：2009、2011

## 歴代監督
- ウラジミール・アレクノ

## 歴代所属選手
| - ドミトリー・フォーミン - ルスラン・オリフベル - エフゲーニ・ミトコフ - イゴール・チュレポフ - アンドレイ・エゴルチェフ - ワジム・ハムツキフ - アレクセイ・カザコフ - セルゲイ・テチューヒン - ロマン・ヤコブレフ - アレクサンドル・コサレフ - アレクサンドル・コルネーエフ | - アレクセイ・ベルボフ - ユーリー・ベレジュコ - アレクサンドル・ボルコフ - マキシム・ミハイロフ - アレクセイ・スピリドノフ - ニコライ・アパリコフ - アレクセイ・オブモチャエフ | - マクシム・パンテレイモネンコ - ニコラ・グルビッチ - バレリオ・ベルミリオ - テオドル・サルパロフ - クレイトン・スタンリー - ロイ・ボール - リード・プリディ - デービッド・リー - マット・アンダーソン - ウィルフレド・レオン - サイード・マルーフ |